# Samuel-Auguste Tissot
Samuel Auguste André David Tissot (Grancy, 20 marzo 1728 – Losanna, 13 giugno 1797) è stato un medico svizzero.

## Biografia

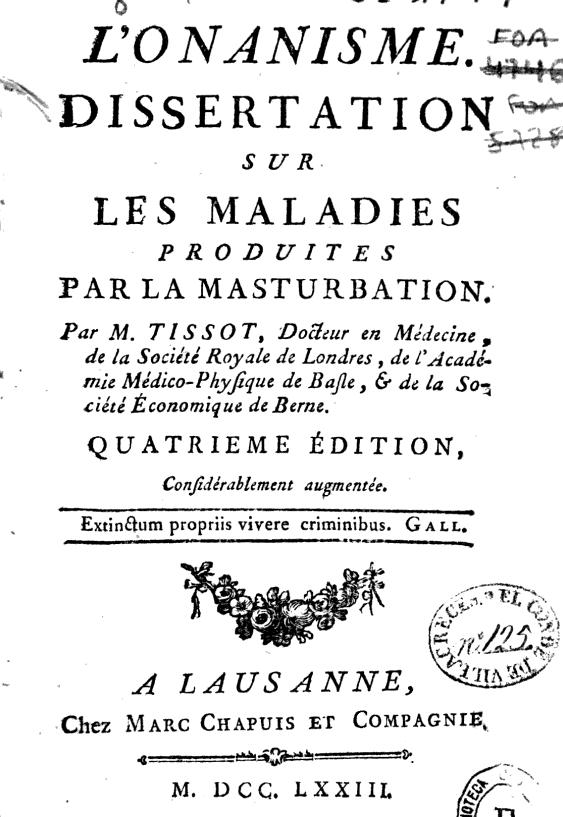
L'Onanisme. La monografia di Tissot che ha influenzato la visione negativa della masturbazione.

Studiò medicina a Montpellier con François Boissier de Sauvages de Lacroix: qui divenne Magister artisum nel 1745.
In seguito divenne neurologo, medico, professore e consigliere vaticano, nonostante fosse un protestante calvinista di chiara fama che praticava nella città svizzera di Losanna. Scrisse diverse opere sulle malattie dei poveri, sulla masturbazione, sulle malattie degli uomini di lettere e dei ricchi e sulle malattie nervose. Ebbe anche una cattedra a Pavia nel triennio 1783-85 presso la Facoltà di Medicina.

## Contributi
Ha dedicato un capitolo di 83 pagine allo studio dell'emicrania nel suo Traité des nerfs et de leurs maladies (Trattato sui nervi e disturbi nervosi), in cui ha utilizzato le proprie osservazioni così come i trattati medici esistenti in quel periodo. Il suo lavoro è considerato dai medici moderni come una base per "future generazioni di medici". È anche riconosciuto come "l'autorità classica sull'emicrania".
Nel 1760 pubblicò L'Onanisme, il suo trattato medico completo sui presunti effetti negativi della masturbazione. Citando casi di studio di giovani masturbatori maschi tra i suoi pazienti a Losanna come base per il suo ragionamento, Tissot sosteneva che il seme era un "olio essenziale" e uno "stimolo" che, se persi dal corpo in grandi quantità, avrebbero causato "una sensibile riduzione di forza, della memoria e persino della ragione; visione offuscata, tutti i disturbi nervosi, tutti i tipi di gotta e reumatismi, indebolimento degli organi di generazione, sangue nelle urine, disturbi dell'appetito, mal di testa e un gran numero di altri disturbi." Il suo trattato fu presentato come un lavoro scientifico in un'epoca in cui la fisiologia sperimentale era praticamente inesistente. L'autorità con cui il lavoro fu successivamente trattato - le argomentazioni di Tissot furono persino riconosciute ed echeggiate da luminari come Kant e Voltaire - probabilmente trasformò la percezione della masturbazione nella medicina occidentale nei due secoli successivi in quella di una malattia debilitante. L'Onanisme è ora considerato sostanzialmente influenzato dall'anonimo opuscolo Onania: or, the heinous sin of self-pollution.
L'opera più famosa di Tissot mentre era in vita fu Avis au peuple sur sa santé (1761), probabilmente il più grande best seller medico del diciottesimo secolo.

Il 1º aprile 1787, Napoleone Bonaparte scrisse al dottor Tissot complimentandosi con lui per i suoi "giorni nel trattamento dell'umanità", rilevando che la sua "reputazione ha raggiunto anche nelle montagne della Corsica" e descrivendo "il rispetto che ho per le sue opere...".

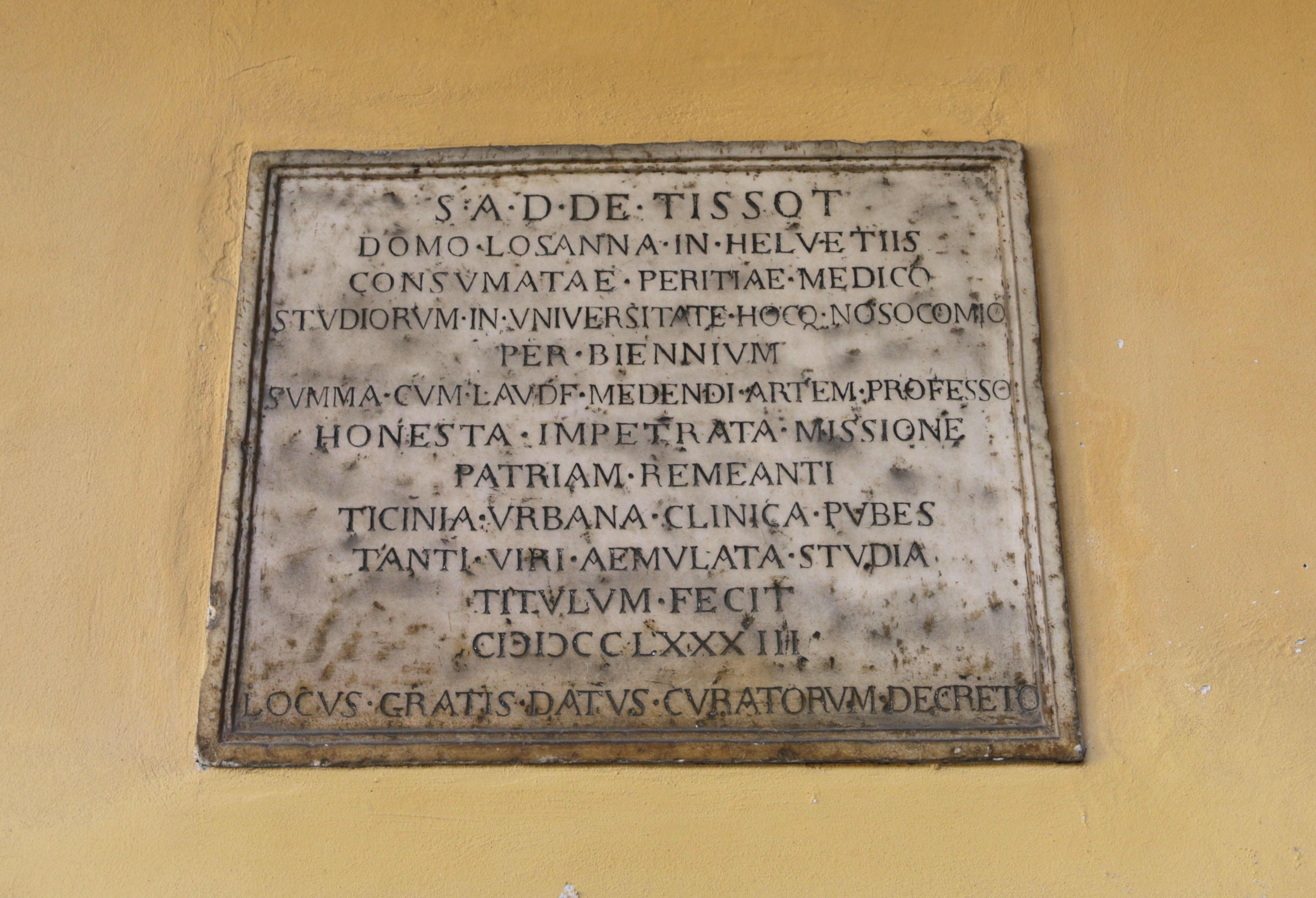
Placca in onore di Tissot all'Università di Pavia (Italia)

## Opere maggiori
- Trattato sulla salute degli uomini di lettere
- L'Onanisme
- Avis au peuple sur sa santé
- Anleitung für den geringen Mann in Städten e auf dem Lande in Absicht auf seine Gesundheit. Beigefügte Werke: ... mit 2 fremden Abhandlungen begleitet. Die eine: Von der Unvollkommenheit der meisten deutschen praktischen Handbücher und den Vorzügen des Tissotischen. Die zweyte: Von den wahren Mitteln, ein hohes Alter zu erreichen / aus dem Schwed. des Herrn Dr. Schulz
- Anleitung für das Landvolk in Absicht auf seine Gesundheit
- Vermehrungen, Zusätze und Verbesserungen zu seiner Anleitung für das Landvolk in Absicht auf seine Gesundheit: zum nützlichen Gebrauch derer, welche die Augsburger, mit allergnädigster röm. kaiserl. Freiheit im Jahr 1766 erschienene Auflage besitzen
- Von der Gesundheit der Gelehrten
- Über die Krankheiten der Selbstbefleckung / SAD Tissot. Aus dem Lat. übers., mit Anm. und einem Anh. begleitet von GFC Wendelstadt